# Хуан Марреро Перес
Хуан Марреро Перес (ісп. Juan Marrero Pérez), більш відомий як Іларіо (ісп. Hilario, 8 грудня 1905, Лас-Пальмас-де-Гран-Канарія — 14 лютого 1989) — іспанський футболіст, що грав на позиції нападника, зокрема, за клуб «Реал Мадрид», а також національну збірну Іспанії. По завершенні ігрової кар'єри — тренер.
Дворазовий чемпіон Іспанії. Дворазовий володар Кубка Іспанії. 

## Клубна кар'єра
У футболі дебютував 1922 року виступами за «Портеньйо», в якій провів три сезони. 
Згодом з 1925 по 1931 рік грав у складі команд «Вікторія» та «Депортіво».
Своєю грою за останню команду привернув увагу представників тренерського штабу клубу «Реал Мадрид», до складу якого приєднався 1931 року. Відіграв за королівський клуб наступні п'ять сезонів своєї ігрової кар'єри.
Протягом 1936—1942 років захищав кольори клубів «Валенсія», «Барселона» та «Депортіво».
Завершив професійну ігрову кар'єру у клубі «Ельче», за команду якого виступав протягом 1942—1943 років.

## Виступи за збірну
1931 року дебютував в офіційних матчах у складі національної збірної Іспанії. Протягом кар'єри у національній команді провів у її формі 2 матчі, забивши 1 гол.
Був присутній в заявці збірної на чемпіонаті світу 1934 року в Італії, але на поле не виходив.

## Кар'єра тренера
Розпочав тренерську кар'єру, ще продовжуючи грати на полі, 1939 року, очоливши тренерський штаб клубу «Депортіво».
1945 року став головним тренером команди «Депортіво», тренував клуб з Ла-Коруньї один рік.
Згодом протягом 1948–1949 років очолював тренерський штаб клубу «Депортіво».
1952 року прийняв пропозицію попрацювати у клубі «Тенерифе». Залишив клуб із Санта-Крус-де-Тенерифе 1953 року.
Протягом одного року, починаючи з 1959 року, був головним тренером команди «Депортіво».
Протягом тренерської кар'єри також очолював команди клубів «Ельче» та «Расинг».
Останнім місцем тренерської роботи був клуб «Расинг», головним тренером команди якого Хуан Марреро Перес був з 1959 по 1960 рік.
Помер 14 лютого 1989 року на 84-му році життя.

## Титули і досягнення
- Чемпіон Іспанії (2):

«Реал Мадрид»: 1931-1932, 1932-1933
- Володар Кубка Іспанії (2):

«Реал Мадрид»: 1934, 1936